# Cody Rhodes
Cody Garrett Runnels Rhodes (n. 30 iunie 1985) este un wrestler american profesionist, cunoscut mai mult după numele de ring Cody Rhodes. În prezent activează în WWE fiind campionul Undisputed al companiei după ce l-a învins pe Roman Reigns la Wrestlemania XL. Și-a făcut revenirea pe 2 aprilie 2022 la WrestleMania 38, după o perioadă petrecută în AEW, unde de asemenea a fost vicepreședintele companiei. 
Fiul luptătorului Dusty Rhodes și fratele vitreg al luptătorului Dustin Rhodes, el a devenit  cunoscut în timpul primului său mandat cu WWE, din 2006 până în 2016. A avut diverse personaje sub numele său real înainte de a deveni Stardust, un personaj asemănător lui Goldust. De asemenea, a luptat pentru promoții precum Total Nonstop Action Wrestling (TNA), New Japan Pro-Wrestling (NJPW) și Ring of Honor (ROH). În afara luptei, a jucat în Go-Big Show și a jucat alături de soția sa Brandi Rhodes în reality show-ul Rhodes to the Top.
După o carieră de wrestling amator care i-a adus două titturi în Georgia, Rhodes s-a alăturat WWE în 2006 și a fost repartizat inițial pe teritoriul său de dezvoltare, Ohio Valley Wrestling (OVW), unde a devenit Campion Triple Crown. S-a alăturat Main Roster-ului WWE în 2007 și de-a lungul carierei sale la WWE, a devenit de două ori Intercontinental Champion și un prolific luptător pe echipe, câștigând opt titluri pe echipe (trei World Tag Team Championships, patru WWE/Raw Tag Team Championships și o dată SmackDown Tag Team Championships) cu cinci parteneri separați; al patrulea său titlu Raw Tag Team și unul SmackDown Tag Team Championship s-au desfășurat împreună ca Undisputed WWE Tag Team Championship.
După plecarea sa de la WWE în mai 2016, Rhodes a început să lupte prin circuitul independent și să facă mai multe apariții în TNA, unde a luptat sub numele Cody datorită faptului că WWE deținea numele „Cody Rhodes”, până când a renunțat la el în 2020. De la începutul anului 2016 până la începutul lui 2017, a concurat la NJPW  Wrestle Kingdom, ROH Final Battle și TNA Bound For Glory. În septembrie 2017, a luptat în ROH, unde a devenit ROH World Champion. Mai târziu avea să devină o dată  IWGP United States Heavyweight Champion în NJPW și o dată  ROH World Six-Man Tag Team Champion (cu Matt Jackson și Nick Jackson). În 2018, Rhodes, împreună cu The Young Bucks, au promovat un PPV independent numit All In, care a avut loc în septembrie, unde a câștigat NWA World's Heavyweight Championship, marcând prima dată când titlul a fost câștigat atât de tată, cât și de fiu. Acest eveniment a marcat un moment semnificativ în istoria wrestling-ului, devenind primul eveniment non-WWE sau World Championship Wrestling (WCW) din Statele Unite care a vândut 10.000 de bilete din 1993. Succesul All In a fost esențial în inspirarea formării AEW în ianuarie 2019.
În ianuarie 2019, Rhodes a fost numit vicepreședinte executiv al noului înființat AEW, unde va lupta și el. Acolo, devenit campionul inaugural AEW TNT. După ce nu a reușit să negocieze un nou contract, a plecat din AEW în februarie 2022. Două luni mai târziu, s-a întors în WWE la WrestleMania 38 și l-a învins pe Seth „Freakin” Rollins. Apoi a câștigat ambele meciuri masculine Royal Rumble din 2023 și 2024, devenind al patrulea luptător care a obținut victorii consecutive la eveniment și primul de la „Stone Cold” Steve Austin (care a câștigat în 1997 și 1998). El a fost, de asemenea, Main Eventer la WrestleMania de patru ori (39 Noaptea 2, ambele nopți de XL și 41 Noaptea 2). La WrestleMania XL, Rhodes a câștigat WWE Championship pentru prima dată, numit Undisputed WWE Championship, devenind în același timp un câștigător WWE Triple Crown. Rhodes s-a clasat pe primul loc în lista PWI 500 a celor mai buni 500 de wrestleri bărbați din lume a Pro Wrestling Illustrated în 2024.

## Biografie
Cody Geoffrey Runnels s-a născut o zi de duminică, pe 30 iunie 1985, din luptătorul profesionist de mare succes Virgil Runnels Jr., cunoscut profesional ca Dusty Rhodes, și din cea de-a doua soție a lui Michelle Rubio. Pe lângă fratele vitreg Dustin, are două surori vitrege din prima căsătorie a tatălui său. Când era adolescent, și-a schimbat legal numele în Cody Garrett Runnels Rhodes. Rhodes a urmat Liceul Lassiter și a avut o carieră de lupte în liceu de succes. S-a clasat pe locul șase în divizia de 171 lb (78 kg) ca student al doilea. Ca junior, a câștigat turneul de stat din Georgia la 189 lb (86 kg) în 2003 și a repetat ca campion în ultimul an. Cody plănuise să lupte colegial la Universitatea Penn State, dar a decis să devină în schimb luptător profesionist. În perioada petrecută în liceu, Rhodes a acționat și ca arbitru în promovarea Turnbuckle Championship Wrestling a tatălui său. După absolvirea liceului, Rhodes a urmat o școală de actorie.

## Cariera de wrestler

### WWE(2006–2016)

#### OVW(2006–2007)
Rhodes îl creditează pe tatăl său, Dusty Rhodes, pentru că și-a început antrenamentul de wrestler când Cody avea 12 ani; acest lucru s-a limitat în principal la elementele fundamentale simple și a lua bump-uri. De acolo antrenamentul i-a fost asigurat de Al Snow, Danny Davis, Randy Orton și Ricky Morton. Folosind numele său de naștere Cody Runnels, Rhodes a început să lupte în Ohio Valley Wrestling (OVW) în mai 2006. Runnels a format o echipă cu Shawn Spears la mijlocul lui August 2006 și a câștigat de două ori Centura OVW Southern Tag Team. El a câștigat, de asemenea, Centura OVW la categoria grea și Centura Television OVW.

#### Echipa cu Hardcore Holly si debut
În episodul de la Raw din 2 iulie 2007, Runnels și-a făcut debutul la TV, folosind numele de familie de lupte al familiei sale, Rhodes, într-un segment în culise cu tatăl său Dusty Rhodes și Randy Orton, unde Orton s-a prezentat lui Rhodes și apoi l-a pălmuit pe Dusty. un semn de lipsă de respect. Cody Rhodes și-a făcut debutul principal pe ring, pierzând în fața lui Randy Orton prin cădere în episodul din 16 iulie 2007 din Raw. Rhodes a apărut la The Great American Bash pentru a-l împiedica pe Orton să-și atace în continuare tatăl. În noaptea următoare la Raw, Rhodes l-a provocat pe Orton la o revanșă din săptămâna precedentă, doar pentru a pierde din nou. Orton a continuat cu un picior în cap pe tatăl lui Rhodes.

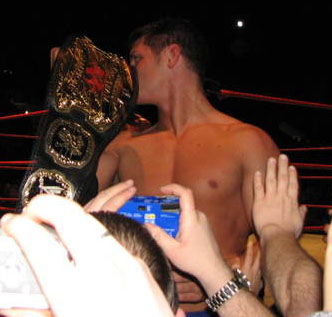
Cody Rhodes sărutând World Tag Team Championship

În septembrie, a început o ceartă cu Hardcore Holly și a pierdut trei meciuri consecutive în fața lui. Mai târziu, ei aveau să lucreze ca o echipă de echipe și i-au învins pe Lance Cade și Trevor Murdoch în episodul special Raw 15th Anniversary pentru Centura pe echipe, marcând prima centura a lui Rhodes în WWE.
În mai 2008, Ted DiBiase a început să se certe cu duo-ul, amenințând că le va lua titlurile în primul său meci ca parte a Raw. La evenimentul pay-per-view, Night of Champions din 29 iunie, Rhodes s-a întors împotriva lui Holly, dezvăluindu-se ca partenerul lui Ted DiBiase, pentru a-l ajuta pe DiBiase să câștige meciul și, de asemenea, să devină de două ori campion mondial pe echipe, devenind heel în acest proces.

#### The Legacy(2008–2010)
După ce au deținut centura timp de puțin peste o lună,au pierdut la John Cena și Batista în episodul din 4 august 2008 din Raw, dar l-au recâștigat săptămâna următoare. Lui Rhodes și DiBiase li s-a alăturat apoi Manu, fiul lui Afa, în septembrie, formând un stable de luptători de generația a doua. La Raw din 27 octombrie, Rhodes și DiBiase au pierdut Centura pe echipe în fața lui Kofi Kingston și CM Punk.
În noiembrie au început o poveste cu Orton și, la Survivor Series, Rhodes, împreună cu Orton, a fost un supraviețuitor, pentru echipa lui Orton, în meciul anual Elimination. Cei trei au creat cu Orton un stable numit The Legacy.
Ca parte a Legacy, Rhodes a intrat în meciul Royal Rumble pentru a-l ajuta pe Orton să câștige și a durat până în ultimele trei, înainte de a fi eliminat de Triple H. Rhodes și DiBiase s-au implicat în rivalitatea scenaristă a lui Orton cu familia McMahon, ajutându-l să atace pe Shane și Stephanie McMahon si soțul lui Stephanie din viața reală, Triple H. Rhodes a fost ridicat la statutul de main eventer ca urmare a aderării la Legacy, concurând în meciuri cu handicap și echipe de șase oameni împotriva adversarilor și rivalilor lui Orton.
în 26 aprilie la Backlash, Rhodes, DiBiase și Orton i-au învins pe Triple H, Batista și Shane McMahon într-un meci de șase oameni pe echipe, care, conform prevederilor dinaintea meciului, a dus la Orton să câștige centura WWE. Rhodes a suferit o rănire ușoară la gât în iunie, dar a continuat să lucreze.

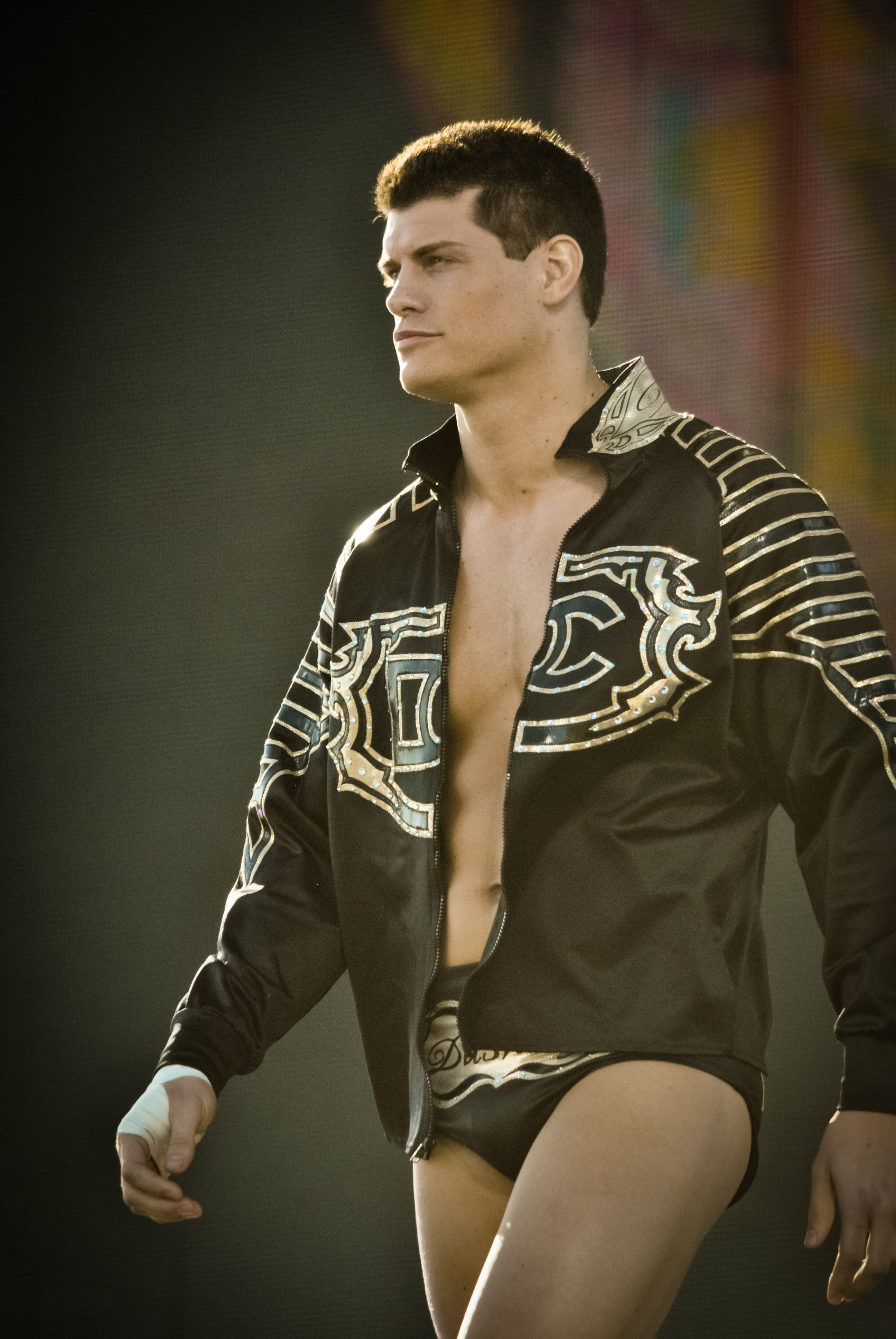
Cody Rhodes 2010 Tribute to the Troops

Pe tot parcursul anului 2009, Rhodes și DiBiase au continuat să concureze și să atace rivalii lui Orton, în special pe Triple H. Acest lucru a condus la Triple H să reformeze D-Generation X (DX) cu Shawn Michaels, iar DX i-a învins pe Rhodes și DiBiase la SummerSlam. Rhodes și DiBiase l-au învins pe DX la următorul pay-per-view, Breaking Point, într-un meci de trimiteri count anywhere, dar au fost învinși într-un meci Hell in a Cell la PPV-ul Hell In a Cell în octombrie, când Rhodes a fost pus la pin în urma unei lovituri cu baros în cap. Rhodes a reprezentat Team Raw la primul pay-per-view Bragging Rights din octombrie, făcând echipă  cu DX. Meciul urma să fie câștigat de Team SmackDown. La Survivor Series, după ce l-a ajutat pe Orton în rivalitate cu Kofi Kingston, a făcut parte din Team Orton (împotriva echipei Kingston) alături de DiBiase. Kingston l-ar elimina în cele din urmă pe Orton în meci pentru a fi singurul supraviețuitor.
Tensiunea din The Legacy a devenit evidentă la Royal Rumble din 2010, când Rhodes a încercat să se amestece în meciul lui Orton pentru Centura WWE. Rhodes a fost prins de arbitru, rezultând o descalificare pentru Orton, care i-a atacat pe Rhodes și pe DiBiase, care încercaseră să-l ajute, după meci. La Raw din 15 februarie, Orton l-a înfruntat pe Sheamus într-o revanșă fără titlu, dar a fost din nou descalificat după ce Rhodes și DiBiase au intervenit. În timpul pay-per-view-ului meciului WWE Championship Elimination Chamber, Rhodes a intervenit, trecând o țeavă de plumb prin cușcă către DiBiase. DiBiase l-a lovit pe Orton cu țeava și l-a eliminat din meci. În noaptea următoare, la Raw, Orton i-a atacat pe Rhodes și DiBiase în timpul unui meci de șase oameni, iar ei l-au atacat pe Orton săptămâna următoare ca răzbunare. Acest lucru a dus la un triple threat match la WrestleMania XXVI, în care Randy Orton i-a învins pe Rhodes și DiBiase.

#### Dashing\Undashing Cody Rhodes(2010–2011)
Ca parte a draftului  WWE din 2010, Rhodes a fost recrutat pentru marca SmackDown. Și-a făcut debutul pentru brand pe 30 aprilie SmackDown, învingându-l pe John Morrison. Săptămâna următoare la SmackDown, Rhodes a participat la un turneu pentru centura Intercontinentala WWE vacanta, dar a pierdut în semifinale în fața lui Christian. Rhodes l-a îndrumat pe Husky Harris, un luptător din a treia generație, în cel de-al doilea sezon al NXT. Rhodes a participat la meciul SmackDown Money in the Bank la primul eveniment pay-per-view Money in the Bank, dar nu a reușit deoarece meciul a fost câștigat de Kane.
La SmackDown din 25 iunie, Rhodes a început un nou personaj narcisist, pretinzând că este cel mai arătos luptător din WWE și cerând să fie numit „Dashing” Cody Rhodes. Ca parte a personajului, au început să fie difuzate viniete în care Rhodes dădea „sfaturi de îngrijire”. Era extrem de protector cu fața în timpul meciurilor; dacă a fost lovit în față, a aruncat o criză și și-a verificat oglinda. În septembrie, l-a atacat pe Christian împreună cu Drew McIntyre după un meci, iar duo-ul l-a atacat și pe Matt Hardy, formând o alianță. La Night of Champions din septembrie, Rhodes și McIntyre au capturat WWE Tag Team Championship într-un meci Tag Team Turmoil. La Bragging Rights, Rhodes și McIntyre au pierdut ul în fața The Nexus (John Cena și David Otunga). La SmackDown din 29 octombrie, după ce au pierdut un meci pe echipe, Rhodes și McIntyre și-au încheiat parteneriatul.
Pe 21 ianuarie 2011, Rhodes l-a înfruntat pe Rey Mysterio într-un meci, în timpul căruia Mysterio l-a lovit pe Rhodes în față cu genunchierul expus și i-a rupt în mod legitim nasul, ceea ce l-a determinat pe Rhodes să declare că nu mai era atrăgător și că a necesitat o intervenție chirurgicală reconstructivă facială. Rhodes a avut nevoie de câteva săptămâni pentru a se reface. La întoarcere, el a purtat o mască de protecție transparentă pe față și s-a înțeles cu tatăl său pentru a-l ataca pe Mysterio și a-i scoate masca lui Mysterio la SmackDown din 25 februarie. Rhodes și-a folosit în mod regulat masca de protecție ca armă în timpul meciurilor, dând cu capul adversarilor și folosind-o pentru a-și lovi adversarii. În 2020, Rhodes a spus că timpul său ca Undashing Cody Rhodes a fost a doua cea mai bună lucrare a sa ca luptător profesionist. Rhodes l-a învins pe Mysterio într-un meci de la WrestleMania XXVII pe 3 aprilie. Cei doi s-au confruntat și într-un meci Falls Count Anywhere la Extreme Rules pay-per-view în mai, care a fost câștigat de Mysterio.
În episoadele ulterioare din SmackDown după WrestleMania XXVII, Rhodes, cu ajutorul asistenților, a împărțit publicului pungi de hârtie în timpul promoțiilor sale. Rhodes a cerut publicului să pună pe cap pungile de hârtie pentru a le acoperi urâțenia și imperfecțiunile, pentru că l-au jignit. Rhodes a pus și pungi de hârtie peste capetele mai multor adversari după meciurile cu aceștia. Rhodes și-a reformat alianța cu Ted DiBiase la SmackDown din 20 mai, iar duo-ul a continuat să se certe cu Sin Cara și Daniel Bryan. La cel de-al doilea pay-per-view anual Money in the Bank, Rhodes a participat la meciul SmackDown Money in the Bank, dar nu a reușit deoarece Bryan a câștigat meciul.

#### Campion Intercontinental(2011–2012)
La înregistrările din 9 august ale SmackDown din 12 august, Rhodes l-a învins pe Ezekiel Jackson pentru a câștiga Centura Intercontinentala, primul său titlu de simplu cu compania. Săptămâna următoare, Rhodes și DiBiase au avut o confruntare verbală cu Orton. Săptămâna următoare, Rhodes l-a atacat pe DiBiase după ce acesta din urmă a pierdut un meci de simplu în fața lui Orton, punând capăt alianței lor și rezultând într-un meci din Centura Intercontinental între cei doi la Night of Champions, pe care Rhodes l-a câștigat. Simultan, Rhodes a început o ceartă cu Orton, Orton învingându-l pe Rhodes la SmackDown din 9 septembrie, dar Rhodes l-a învins pe Orton la Raw din 12 septembrie când Mark Henry l-a distras pe Orton. La SmackDown din 23 septembrie, Rhodes l-a învins pe Orton prin descalificare, când Orton i-a luat masca lui Rhodes și l-a lovit cu ea. După meci, Orton l-a atacat pe Rhodes cu clopoțelul cronometrului, tăindu-l în mod legitim pe Rhodes și făcându-l să sângereze. În săptămâna următoare, la SmackDown, Rhodes a susținut că avea nevoie de nouă capse pentru a închide rana.
La pay-per-view Hell in a Cell din 2 octombrie, Rhodes a debutat cu un nou design pentru ul Intercontinental, care includea o curea albă și plăci similare cu designul clasic al titlului din anii 1980, înainte de a-l apăra cu succes împotriva lui John Morrison. Pe tot parcursul lunii octombrie, Rhodes a continuat să se ceartă cu Orton, explicând că Orton l-a maltratat în timpul petrecut împreună ca parte a Legacy, costându-l Centura World Heavyweight și atacându-l. La Vengeance, Rhodes a fost învins de Orton într-un meci fără titlu. La SmackDown din 4 noiembrie, Orton l-a învins pe Rhodes într-o luptă de stradă pentru a pune capăt ceartei; în acest proces, Orton a spart masca lui Rhodes. La Raw din 14 noiembrie, Rhodes a reapărut fără mască, susținând că Orton l-a eliberat, semnalând sfârșitul personajului mascat. La Survivor Series, Rhodes a fost singurul supraviețuitor alături de căpitanul echipei Wade Barrett în meciul lor tradițional din Survivor Series împotriva echipei Orton.
Rhodes s-a certat apoi cu comentatorul SmackDown Booker T, atacându-l din spate de mai multe ori și păstrând cu succes Centura Intercontinentala împotriva lui la TLC: Tables, Ladders & Chairs și la SmackDown din 6 ianuarie 2012. În meciul Royal Rumble din 2012, Rhodes a durat peste 40 de minute și a eliminat mai mulți luptători decât orice alt concurent cu șase, înainte de a fi eliminat de Big Show. La Elimination Chamber, Rhodes a blocat Big Show în meciul Elimination Chamber pentru centura World Heavyweight, înainte de a fi eliminat de Santino Marella. Rhodes și-a petrecut săptămânile următoare evidențiind momentele jenante ale lui Big Show din WrestleMania anterioara, deseori costându-l pe Big Show să piardă meciurile în acest proces. La WrestleMania XXVIII, Rhodes a pierdut Centura Intercontinentala în fața Big Show, punând capăt domniei sale de aproape opt luni de 233 de zile.
În urma înfrângerii de la WrestleMania, Rhodes a trecut pe o scurtă serie de înfrângeri, din cauza Big Show-ului care i-a distrage atenția în timpul meciurilor. La patru săptămâni după pierderea titlului, Rhodes l-a recâștigat la Extreme Rules învingând Big Show într-un meci Tables. În episodul din 7 mai din Raw, Rhodes și-a păstrat titlul împotriva Big Show într-o revanșă după ce a fost eliminat. Două săptămâni mai târziu, la Over the Limit, Rhodos a pierdut Centura Intercontinental în fața lui Christian care se întoarce. El va pierde în fața lui Christian într-o revanșă pentru titlu la No Way Out. La SmackDown din 29 iunie, Rhodes și David Otunga au fost învinși de Christian și centura Statelor Unite ale Americii Santino Marella într-un meci de calificare Money in the Bank pentru ul Mondial la categoria grea, din cauza blocării lui Otunga. Ulterior, Rhodes a susținut că nu a pierdut și a cerut o altă șansă. Patru zile mai târziu, la Super SmackDown Live, Consiliul de Administrație WWE i-a acordat o nouă șansă lui Rhodes, iar acesta l-a învins pe Christian pentru a câștiga un loc în meci. La Money in the Bank, el nu a reușit deoarece meciul a fost câștigat de Dolph Ziggler. Pe 16 septembrie, la Night of Champions, Rhodes nu a reușit să cucerească ul Intercontinental de la The Miz într-un meci fatal cu patru direcții, implicând și Rey Mysterio și Sin Cara.

#### Echipa Rhodes Scholars(2012–2013)
Rhodes s-a aliniat apoi cu DamienSandow, atacând Tag Team Champions Team Hell No (Daniel Bryan și Kane) la Raw din 24 septembrie. Echipa, cunoscută acum sub numele de „Rhodes Scholars”, a câștigat un turneu Tag Team Championship pentru a deveni candidații numărul unu la Tag Team Championship, dar au fost învinși de campioni de două ori. Rhodes a suferit o comoție și o încordare la umăr, ceea ce a dus la eliminarea lui din meciul său tradițional de cinci la cinci pe echipe de la Survivor Series.
După ce s-a întors de la accidentare, purtând o mustață, și el și Sandow au lucrat ca echipă, înfruntându-se de două ori cu campionii Team Hell No: unul la Main Event și altul la Royal Rumble. Li s-au alăturat și The Bella Twins, când au început să se certe cu Tons of Funk (Brodus Clay și Tensai) și The Funkadactyls (Cameron și Naomi). Cele două echipe au fost inițial rezervate să se înfrunte într-un meci mixt de opt persoane pe 7 aprilie la WrestleMania 29, dar meciul lor a fost întrerupt din cauza constrângerilor de timp. Meciul a avut loc în seara următoare pe Raw, unde Tons of Funk și The Funkadactyls au ieșit învingători.
Pe 14 iulie, la pay-per-view Money in the Bank, Rhodes a concurat în meciul ladder Money in the Bank pentru Centura Mondial de greutate grea, care a fost câștigat de Damien Sandow după ce Sandow l-a întors pe Rhodes și l-a aruncat de pe scară exact când Rhodes era pe cale să câștige meciul. În noaptea următoare, la Raw, Rhodes l-a atacat pe Sandow și a dizolvat Team Rhodes Scholars, întorcând fața pentru prima dată din 2008. S-au certat pentru servietă, pe care Rhodes a aruncat-o în Golful Mexic. Pe 18 august la SummerSlam, care acum nu mai poartă mustață, Rhodes l-a învins pe Sandow într-un meci de simplu și a făcut-o din nou în noaptea următoare la Raw.

#### The Brotherhood (2013–2014)
În septembrie 2013, Rhodes a început o poveste cu fratele său împotriva lui Triple H. După ce Rhodes a fost învins de Orton, a fost concediat în poveste. Acest lucru a fost pus în aplicare pentru a-i oferi lui Rhodes timp liber pentru căsătoria și luna de miere cu Brandi Reed. În următoarele câteva săptămâni, fratele lui Rhodes, Goldust, a pierdut și el în fața lui Orton, cu reintegrarea lui Cody pe linie, în timp ce tatăl său, Dusty Rhodes, a fost eliminat de Big Show în timp ce implora pentru fiii săi să-și recapete slujbele. În schimb, răzbunătorii frați Rhodes au mers la Raw atacând The Shield.

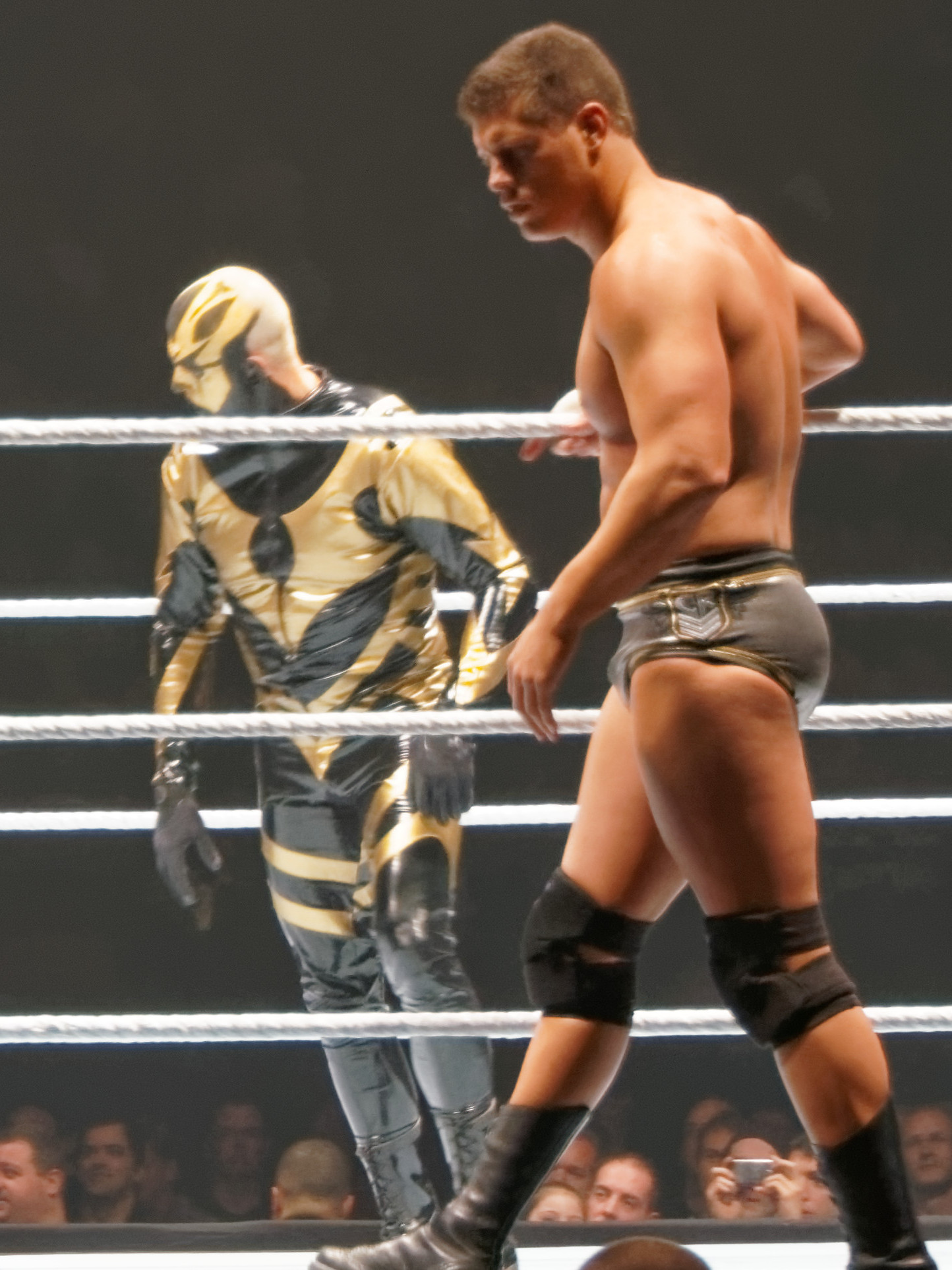
Cody Rhodes și Goldust

Pe 6 octombrie la Battleground, Rhodes și Goldust i-au învins pe campionii WWE Tag Team, Roman Reigns și Seth Rollins într-un meci fără titlu, cu stipulația că vor fi din nou demisi. În episodul din 14 octombrie din Raw, ei l-au învins pe The Shield într-un meci fără descalificare pentru a deveni campioni în echipe. Frații Rhodes își păstrează apoi titlurile luni de zile, față de adversari care i-au inclus pe foștii campioni The Shield, până când i-au pierdut la Royal Rumble în fața The New Age Outlaws.

#### Stardust si plecare(2014–2016)
Pe 16 iunie Raw, Rhodes a debutat cu un nou personaj numit Stardust (un nume de ring folosit anterior și de tatăl său în timpul petrecut în American Wrestling Association), cu vopsea pentru față, un body și manierisme similare cu cele ale lui Goldust. El a făcut echipă cu fratele său pentru a-l învinge pe RybAxel în acea noapte și apoi atât la Money in the Bank, cât și la Raw. În Raw din 18 august, Stardust și Goldust i-au învins pe campionii WWE Tag Team, The Usos, într-un meci fără titlu. Acest lucru a dus la o revanșă în Raw din 25 august, în care Stardust și Goldust i-au învins pe The Usos prin numărare, dar nu au câștigat meciul. titluri. După meci, atât Stardust, cât și Goldust i-au atacat pe The Usos. La Night of Champions, Stardust și Goldust i-au învins pe Usos pentru a deveni WWE Tag Team Champions pentru a doua oara ca echipă. La Hell in a Cell, au castigat cu succes împotriva The Usos. Ei au pierdut titlul în fața lui Damien Mizdow și The Miz într-un meci pe echipe, in care au fost implicati și The Usos și Los Matadores luna următoare la Survivor Series, pierzând în același timp o revanșă în noaptea următoare pe Raw. La TLC au pierdut în fața echipei nou formate The New Day.
În februarie, echipa s-a desființat după ce Cody a executat un Cross Rhodes pe Goldust. Acest lucru a dus la un meci între Goldust și Stardust la Fastlane, pe care Goldust l-a câștigat. Frații au încercat să aibă un meci la WrestleMania, dar președintele WWE Vince McMahon nu a facut meciul, deoarece a simțit că meciul nu a fost suficient de bun pentru WrestleMania.
Personajul Stardust a evoluat în cele din urmă pentru a semăna cu un super răufăcător de benzi desenate, ceea ce l-a determinat să intre într-o rivalitate cu actorul Stephen Amell, redenumindu-și manevra finală The Queen's Crossbow, după Oliver Queen, personajul lui Amell din Arrow. La SummerSlam, el și Barrett au fost învinși într-un meci pe echipe de Amell și Neville. Apoi, a început să lucreze cu The Ascension, formând facțiunea „The Cosmic Wasteland”. La Night of Champions, ei i-au învins pe Neville și The Lucha Dragons într-un meci de șase oameni în echipă în pre-show.

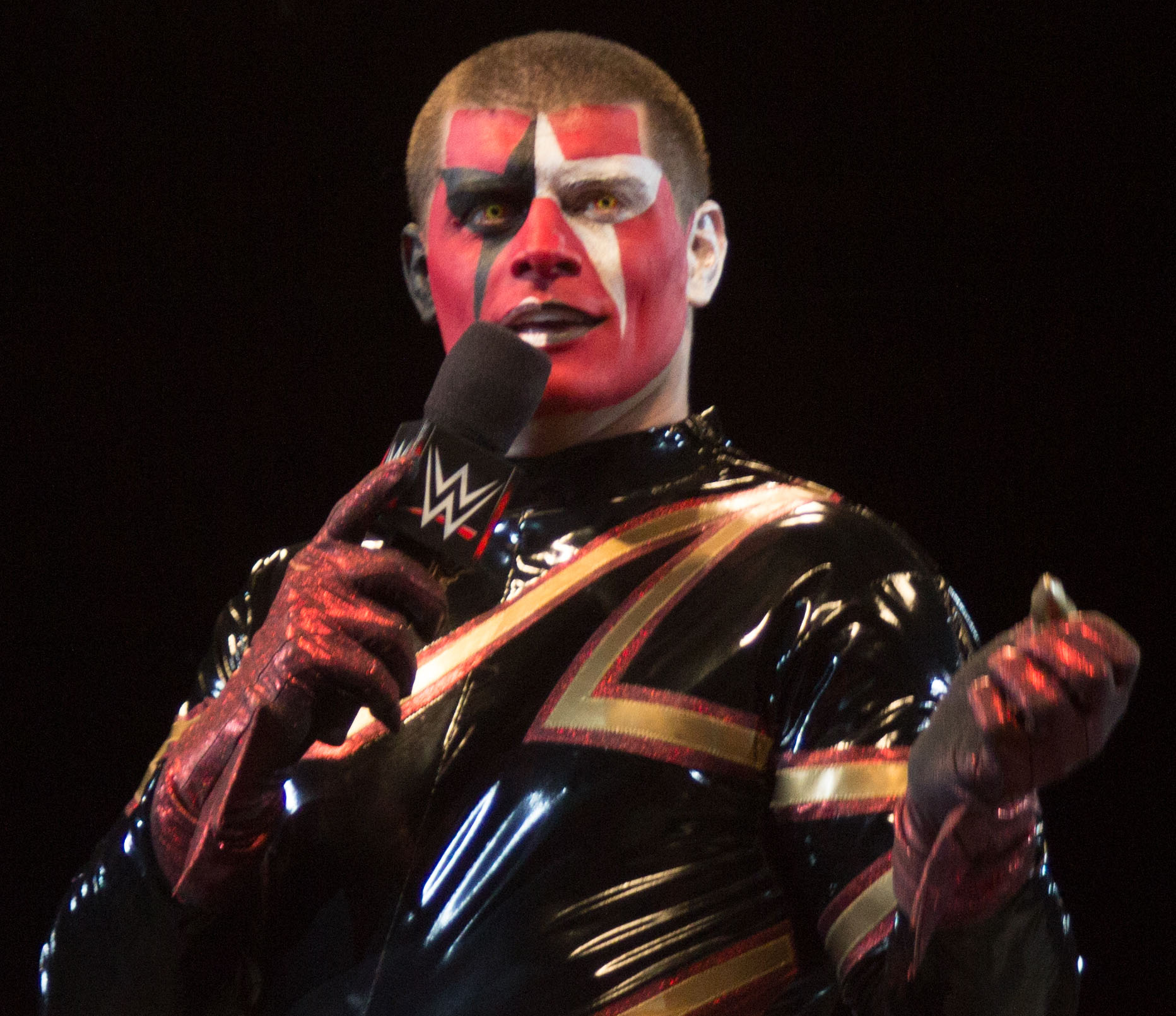
Cody Rhodes 10 Ianuarie, 2015

Din septembrie până în mai, a lucrat pw TV și PPV în povești minore. La WrestleMania 32, Stardust a concurat într-un meci de șapte oameni pentru ul Intercontinental, care a fost câștigat de Zack Ryder. Pe 21 mai 2016, Rhodes a dezvăluit pe Twitter că a cerut concedierea sa din WWE, lucru care a fost acordat oficial a doua zi. Rhodes a invocat frustrările legate de departamentul de creație al WWE și de poziția sa în cadrul companiei drept motive pentru a solicita eliberarea sa, menționând că a „implorat” scriitorilor să pună capăt personajului Stardust timp de peste șase luni și a prezentat numeroase idei de poveste care au fost ignorate. Reflectând la cariera lui Rhodes la WWE, Dave Meltzer de la Wrestling Observer a scris că, în urma alergării sale cu Legacy, Rhodes a fost „folosit mai degrabă ca un luptător inferior și de mijloc într-un număr de roluri în schimbare”, adăugând că „cariera lui a dispărut. nicăieri și nu fusese bine folosit”. James Caldwell de la Pro Wrestling Torch a scris că Rhodes „s-a zdruncinat ca personajul Stardust în ultimul an și ceva, în mare parte a fost pe Superstars sau Main Event”. Jason Powell de la Pro Wrestling Dot Net a comentat că alegerea lui Rhodes a fost „surprinzătoare în sensul in care Cody și familia lui au lucrat pentru WWE atât de mult”. Între timp, Dave Scherer de la Pro Wrestling Insider a scris: „Nu pot spune că îl învinovățesc. Nici măcar puțin. WWE nu i-a oferit niciodată o șansă reală, iar asta este doar trist pentru mine”. În septembrie 2019, Rhodes a dezvăluit reacția vicepreședintelui executiv WWE Triple H la plecarea sa de la WWE, unde Rhodes a declarat:
Hunter [Triple H] a luat-o foarte personal pentru că a făcut atât de multe pentru tatăl meu la NXT. A existat o conversație în care a spus: „Sunt șocat că te simți așa după tot ce am făcut pentru familia ta”. Dar i-am spus: „Nu sunt tatăl meu. Nu pot rămâne aici din loialitate față de tine pentru că i-ai oferit tatălui meu o slujbă în 2005. Înțeleg, iar băiețelul din mine apreciază cu adevărat ceea ce ai făcut pentru mine. Dar eu nu sunt el. El nu mai este aici. Trebuie să fiu eu." Cred că Hunter, a fost în wrestling destul de mult încât să știe: „Oh, acesta este un lucru adevărat. Nu cere mai mulți bani. Nu cere o sansa pentru titlu. Nimic nu ar conta în acest moment”. Am lăsat focul să se agraveze înainte să spun ceva, dacă are vreun sens.
În ciuda acestui fapt, Rhodes a vorbit constant despre WWE după plecarea sa, adăugând că nu există niciun fel de dusmanie între el și companie și că orice decizie pe care compania le ia cu privire la el se bazează în mare parte pe afaceri. Aceasta a inclus WWE reproiectarea centurii Centura Intercontinentala (al cărei design 2011-2019 a fost introdus în poveste de Rhodos) în 2019, cam în aceeași perioadă a lansării AEW, fiind o coincidență, nu încercarea de a se separa de Rhodes, deoarece Rhodes însuși a recunoscut că centura fizică trebuia oricum schimbata.

### ROH(2016–2018)
Pe 19 iulie 2016, Rhodes a anunțat că va apărea la pay-per-view-ul final al Ring of Honor (ROH) pe 2 decembrie. ROH a făcut anunțul oficial a doua zi. La eveniment, Rhodes, care a fost considerat pur și simplu Cody, l-a învins pe Jay Lethal, apoi a continuat să-l atace pe Lethal,pe arbitrul Todd Sinclair, i-a batjocorit pe fanii ROH și l-a împins pe comentatorul ROH Steve Corino. La evenimentul Supercard of Honor XI din 1 aprilie, Cody a fost învins de Jay Lethal într-un meci din Texas Bullrope. Mai târziu în noapte, el l-a atacat pe fostul campion mondial ROH Christopher Daniels. Pe 12 mai, la War of The Worlds, Cody l-a provocat fără

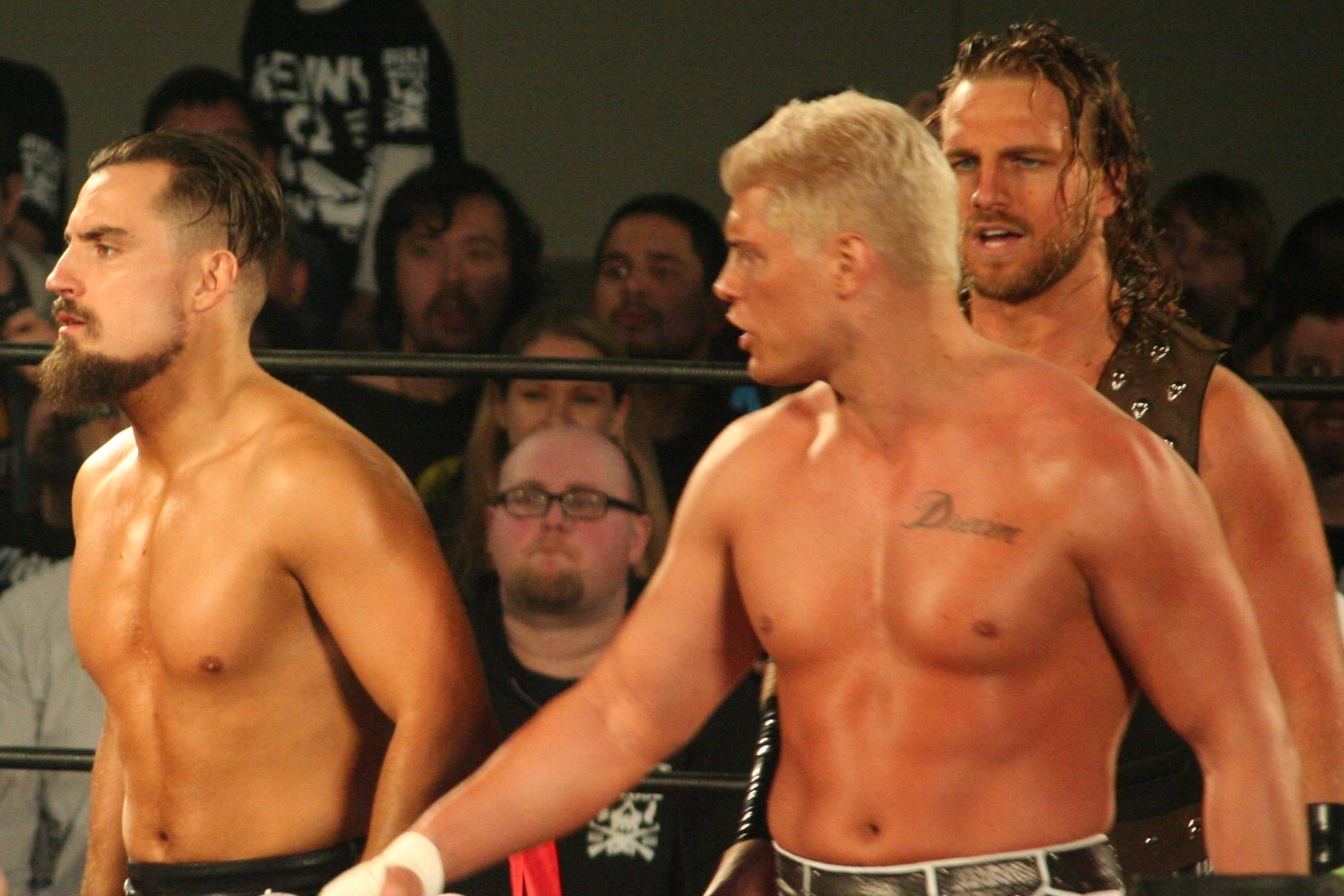
Cody Rhodes, Marty Scurll & Hangman Page

succes pe Christopher Daniels pentru ul Mondial ROH într-un meci în trei în care a implicat și Jay Lethal. Pe 23 iunie la Best in the World, Cody l-a învins pe Daniels pentru a deveni noul campion mondial ROH, marcând primul titlu mondial al carierei sale. De asemenea, Cody a fost considerat primul membru al familiei Rhodes care a câștigat un titlu mondial la 31 de ani. Cody și Dusty sunt a doua combinație tată-fiu care a câștigat e mondiale importante în Statele Unite, după Fritz și Kerry Von Erich.
Pe 23 septembrie, a fost confirmat că Cody a semnat un contract pe mai mulți ani cu ROH. Pe 15 decembrie la Final Battle, Cody, acum cu părul blond decolorat, a pierdut ROH World Championship în fața lui Dalton Castle. Pe 21 iulie 2018, el și colegii membri ai Bullet Club, The Young Bucks, au învins The Kingdom pentru a câștiga ROH World Six-man Championship, marcând prima sa domnie. Cody și The Bucks au pierdut titlurile la Survival of the Fittest contra The Kingdom pe 4 noiembrie, după o domnie de 106 zile și două apărări de succes. Cody s-a confruntat cu Jay Lethal pentru ROH World Championship la Final Battle, dar a pierdut meciul. A doua zi, Cody a părăsit ROH.

### TNA(2016–2017)
Se aștepta ca Rhodes să lucreze la evenimente pentru Total Nonstop Action Wrestling (TNA), în timp ce lucrează simultan în ROH, ambele oferte nefiind exclusive. Pe 22 septembrie, TNA a confirmat că Rhodes, denumit Cody, va debuta pentru promoția pe 2 octombrie la Bound for Glory. La Bound for Glory, Cody, alături de soția sa Brandi Rhodes, și-a făcut debutul ca chip, atacându-i pe Mike Bennett și pe soția sa Maria pentru a începe o ceartă între cele două cupluri. În episodul din 6 octombrie din Impact Wrestling, Cody a tăiat o promoție în care a pus peste companie și a spus că are o șansă la ul mondial de greutate grea TNA, dar Bennett și Maria au întrerupt și segmentul s-a încheiat cu o ceartă. În episodul din 13 octombrie din Impact Wrestling, Cody și-a făcut debutul în ring învingându-l pe Bennett. În episodul din 20 octombrie din Impact Wrestling, Cody l-a provocat pe Eddie Edwards pentru Impact World Heavyweight Championship, dar a pierdut meciul. La Impact Wrestling din 27 octombrie, Cody și Brandi i-au învins pe Bennett și Maria. După meci, Cody a fost atacat în culise de Lashley, iar acest lucru a fost făcut pentru a-l scoate din televiziune.
Cody s-a întors în episodul din 23 februarie 2017 din Impact Wrestling, strigându-l pe Moose să-i mulțumească pentru că și-a ajutat soția Brandi în timp ce era plecat. După ce a aflat că Brandi avea numărul de telefon al lui Moose, Cody l-a atacat pe Moose, devenind un heel. În episodul din 30 martie din Impact Wrestling, Cody l-a înfruntat fără succes pe Moose pentru centura Impact Grand Championship. Contractul lui Rhodes cu promotia s-a încheiat la scurt timp după.

### NJPW(2016–2019)
Pe 10 decembrie 2016, Rhodes, denumit „The American Nightmare” Cody, a apărut la finala World Tag League de la New Japan Pro-Wrestling (NJPW) printr-un video package, anunțându-se ca cel mai nou membru al Bullet Club. Pe 4 ianuarie 2017, Cody l-a învins 
pe Juice Robinson

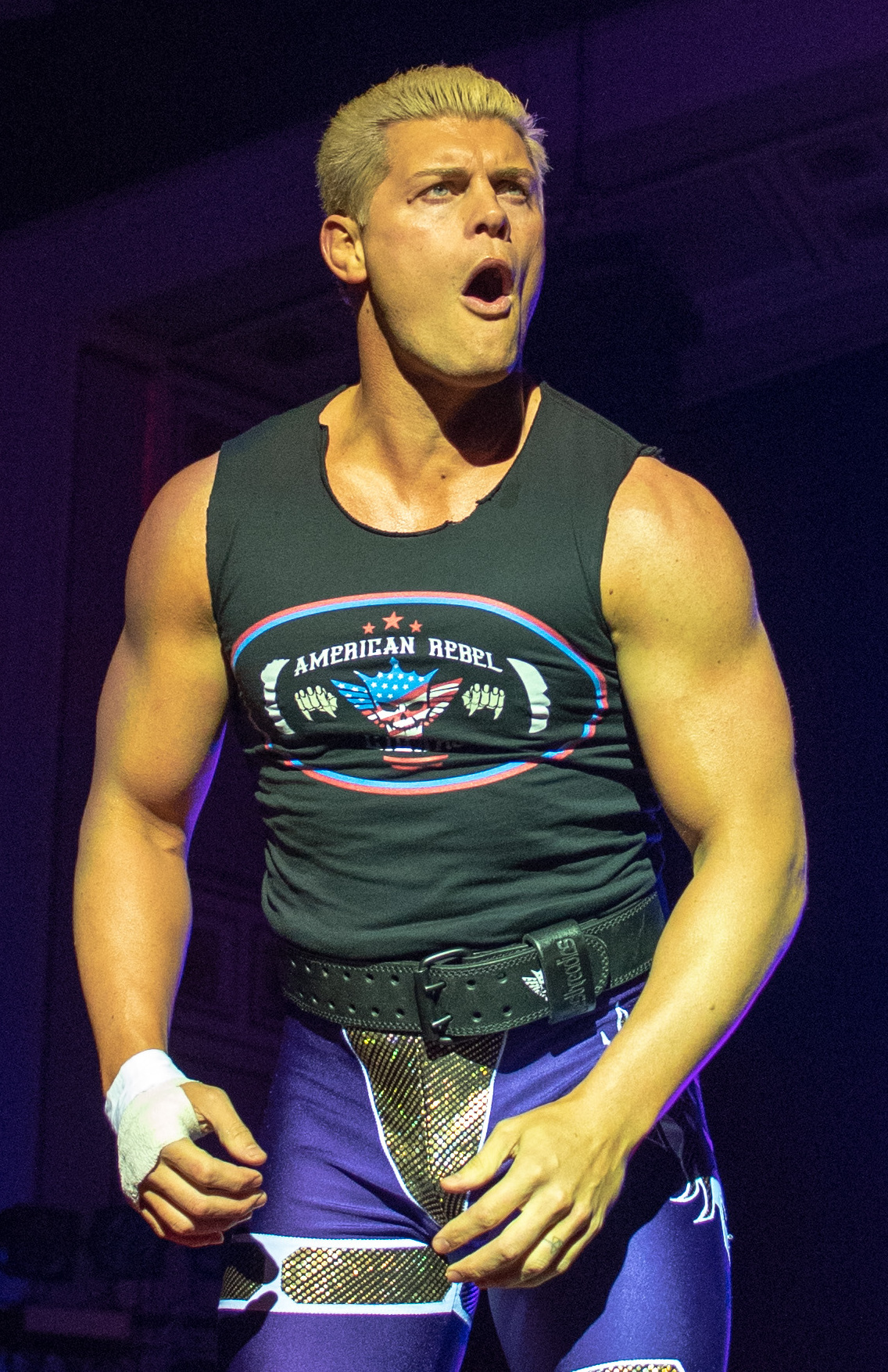
Cody Rhodes Noiembrie 2018

în meciul său de debut la Wrestle Kingdom 11 din Tokyo Dome. Cody s-a întors la NJPW în februarie, în timpul emisiunilor co-produse de NJPW și ROH Honor Rising: Japan 2017. După ce l-a învins pe Michael Elgin la Dominion 6.11 în Osaka-jo Hall pe 11 iunie, Cody l-a provocat pe Kazuchika Okada la un meci pentru Centura IWGP Heavyweight. Meciul a avut loc pe 1 iulie la G1 Special din SUA, cu Okada câștigând. În timpul finalei G1 Climax 27 din 13 august, Cody și colegul de factiune al Bullet Club, Hangman Page, au provocat fără succes War Machine (Hanson și Raymond Rowe) pentru centura IWGP Tag Team.
Cody s-a confruntat cu Kota Ibushi la Wrestle Kingdom 12 pe 4 ianuarie 2018, pierzând. La The New Beginning din Sapporo, el l-a atacat pe Kenny Omega cu ajutorul lui Page, fiind în cele din urmă oprit de Ibushi. Acest lucru a dus la un meci la G1 Special din San Francisco pe 7 iulie, unde Cody l-a provocat fără succes pe Omega pentru centura IWGP Heavyweight. După meci, în timp ce „PC Fire Squad” a regelui Haku, Tanga Loa și Tama Tonga au atacat Omega și restul Bullet Club, Cody a refuzat să-i ajute pe atacatori și i-a îmbrățișat pe membrii Bullet Club. La Fighting Spirit Unleashed, Cody l-a învins pe Robinson pentru a câștiga IWGP United States Heavyweight Championship, primul său titlu în NJPW. Cody nu a reușit să-l învingă pe Omega   într-un meci în trei, care l-a implicat și pe Kota Ibushi la King of Pro-Wrestling pe 8 octombrie. Pe 24 octombrie, Cody a anunțat că nu mai este afiliat la Bullet Club și va continua să facă echipă cu Omega, The Young Bucks, Hangman Page și Marty Scurll ca The Elite. La Wrestle Kingdom 13, pe 4 ianuarie 2019, Cody a pierdut centura Statelor Unite  înapoi în fața lui Robinson. Pe 7 februarie, profilul său a fost eliminat de pe site-ul NJPW.

### All Elite Wrestling (2018–2022)

#### Formarea AEW(2018–2020)
În noiembrie 2018, mai multe mărci înregistrate au fost depuse în Jacksonville, Florida, care indicau lansarea unei noi promoții de lupte. La 1 ianuarie 2019, All Elite Wrestling (AEW) a fost dezvăluit în timpul unei conferințe la Jacksonville, Cody dezvăluind că el, împreună cu Matt și Nick Jackson de la Young Bucks și Kenny Omega, vor servi ca vicepreședinți executivi, precum și ca talentul în aer. Atât Cody, cât și The Young Bucks au semnat contracte pe cinci ani cu promovarea. La evenimentul lor inaugural din 25 mai, Double or Nothing, Cody l-a învins pe Dustin Rhodes într-un meci apreciat; mai târziu avea să câștige „Meciul anului” de la Pro Wrestling Illustrated. Pe 29 iunie, la Fyter Fest, Cody l-a luptat pe Darby Allin la o tragere la sorți. După meci, Rhodes a fost atacat de Shawn Spears și lovit cu o lovitură de scaun care l-a făcut pe Rhodes să sângereze puternic din ceafă. Deși Rhodes nu a suferit o comoție cerebrală, a avut nevoie de 12 agrafe chirurgicale. Acțiunile lui Spears sunt condamnate de MJF, cel mai bun prieten autoproclamat al lui Cody. MJF avea să devină ulterior avocatul lui Cody pentru meciurile sale.

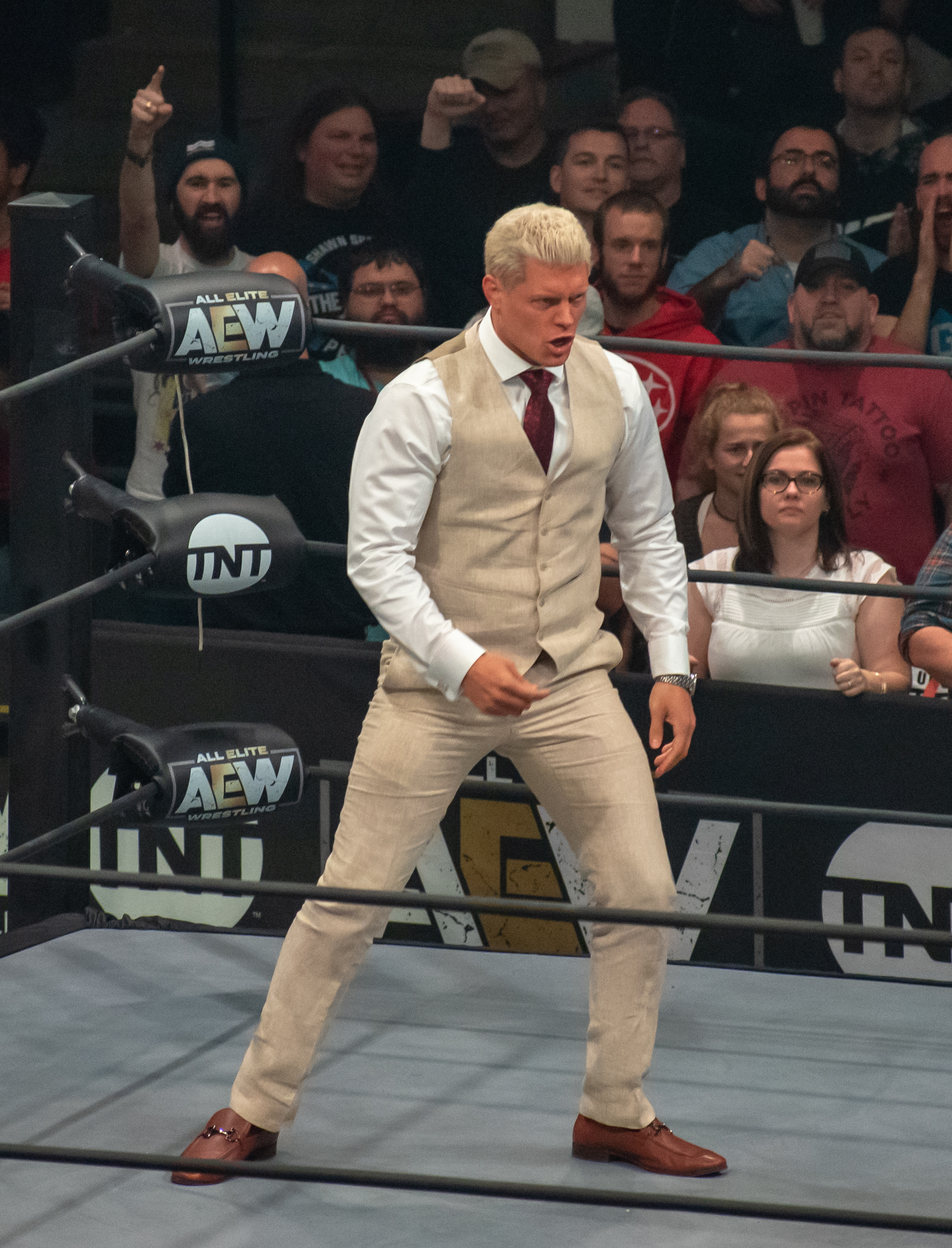
Cody Rhodes Octombrie 2019

La All Out pe 31 august, Cody a ieșit învingător asupra lui Spears. Cu această victorie, Cody și-a îmbunătățit recordul de victorii-înfrângeri-remiză în meciurile de simplu la 2–0–1, oferindu-i un meci pentru ul Mondial AEW împotriva lui Chris Jericho la Full Gear pay-per-view. În episodul de premieră din Dynamite din 2 octombrie, Cody și The Young Bucks au fost înfrânți de Jericho, Sammy Guevara, Jake Hager, Santana și Ortiz, ducând la crearea The Inner Circle pentru a rivaliza cu Elite. În episodul din 6 noiembrie din Dynamite, Cody a anunțat că, dacă ar pierde la Full Gear, nu va mai contesta niciodată pentru ul Mondial AEW. La Full Gear pe 9 noiembrie, Cody nu a reușit să câștige ul de la Jericho după ce MJF a aruncat prosopul. După meci, MJF l-a întors pe Cody, lovindu-l în vintre.
În lunile următoare, Cody a încercat să asigure un meci cu MJF, lucru pe care MJF a fost de acord să facă atâta timp cât Cody îndeplinea trei prevederi: nu putea atinge MJF până la meci, va trebui să-l învingă pe garda de corp a lui MJF, Wardlow, într-un meci de cușcă de oțel, și ar trebui să ia zece bici cu o curea de piele. După ce a luat genele, Cody l-a învins pe Wardlow într-un steel cage în episodul din 19 februarie 2020 din Dynamite pentru a aranja meciul pentru pay-per-view Revolution. Cody a fost învins de MJF la Revolution pe 29 februarie.

#### Campion TNT(2020–2022)
Pe 30 martie, AEW a anunțat un nou titlu, AEW TNT Championship; Cody a fost anunțat ca participant la un turneu cu opt jucători, cu eliminație simplă, pentru a încorona campionul inaugural. Cody i-a învins pe Shawn Spears și Darby Allin pentru a ajunge în finala turneului pentru a-l înfrunta pe Lance Archer, care a avansat și el în finală. La Double Or Nothing pe 23 mai, Cody l-a învins pe Archer pentru a deveni campionul TNT inaugural; Mike Tyson ia oferit apoi lui Cody centura pentru titlu. În săptămânile următoare, Cody a apărat cu succes ul împotriva unor oameni ca Jungle Boy, Marq Quen, Ricky Starks, Jake Hager, Sonny Kiss, Eddie Kingston, Warhorse și Scorpio Sky. Cody a pierdut ul în fața lui Brodie Lee în episodul din 22 august din Dynamite, încheindu-și domnia la 82 de zile (91 de zile după cum a fost recunoscut de AEW din cauza întârzierii casetei). Ulterior, a fost raportat că Cody va lua un concediu de la companie.
Cody a revenit în episodul din 23 septembrie din Dynamite, atacându-l pe Brodie Lee și pe membrii facțiunii sale, The Dark Order. Cody l-ar învinge pe Brodie Lee pentru a câștiga ul TNT într-un meci Dog Collar în episodul din 7 octombrie din Dynamite, începând cu a doua sa domnie cu ul, marcând, de asemenea, ultimul meci al lui Lee înainte de moartea sa în decembrie a acelui an. Pe 7 noiembrie, Cody, acum din nou sub numele complet Cody Rhodes, din cauza anulării WWE a mărcii lor înregistrate pe nume (într-un acord care l-a văzut pe Cody renunțând la pretenția sa asupra mărcilor înregistrate pentru mai multe nume de evenimente WCW), a pierdut ul TNT în fața lui Darby. Allin la Full Gear.
După ce a pierdut centura TNT, Rhodes avea să înceapă o ceartă cu faimosul baschetbalist Shaquille O'Neal. În episodul din 3 martie 2021 din Dynamite, Rhodes a făcut echipă cu Red Velvet într-o înfrângere în fața lui O'Neal și a partenerului său Jade Cargill într-un meci mixt pe echipe. La evenimentul Revolution din 7 martie, Rhodes a concurat în Face of the Revolution Ladder Match pentru o oportunitate viitoare la Centura TNT, dar meciul a fost câștigat de Scorpio Sky.

#### Plecare din AEW(2021-2022)
În episodul din 31 martie din Dynamite, Rhodes a început o rivalitate cu Q. T. Marshall, după ce Marshall și aliații săi  Aaron Solow, Nick Comoroto și debutantul Anthony Ogogo l-au atacat pe Rhodes după un meci. La evenimentul Blood and Guts din 5 mai, Rhodes l-a învins pe Marshall, înainte de a-l învinge pe Ogogo la pay-per-view-ul Double or Nothing mai târziu în aceeași lună. La evenimentul Road Rager din 7 iulie, Rhodes l-a învins pe Marshall într-un meci South Beach Strap pentru a pune capăt rivalitatii. După aceasta, Rhodes a început o rivalitate cu debutantul Malakai Black. La evenimentul Homecoming din 4 august, Rhodes a fost rapid învins de Black. După ce a luat o pauză, Rhodes a revenit să-l înfrunte pe Black într-o revanșă la Grand Slam pe 22 septembrie, dar a fost din nou învins. În episodul din 23 octombrie din Dynamite, Rhodes l-a învins în cele din urmă pe Black. La Full Gear, Rhodes a făcut echipă cu Pac împotriva lui Black și Andrade El Idolo într-un efort câștigător. În episodul din 1 decembrie din Dynamite, Rhodes l-a învins pe Andrade într-o luptă de stradă din Atlanta.
Pe 25 decembrie, la episodul special Holiday Bash din Rampage, Rhodes l-a învins pe Sammy Guevara pentru a câștiga ul TNT pentru a treia oară record. La evenimentul Beach Break din 26 ianuarie 2022, Rhodes a pierdut titlul înapoi în fața lui Guevara într-un meci ladder foarte apreciat. Acesta ar fi ultimul meci al lui Rhodes în AEW, deoarece pe 15 februarie 2022, mai multe surse au raportat că el și soția sa Brandi au părăsit promovarea, deoarece nu au putut să se împace asupra unui nou contract. El a citat ca a părăsit AEW din cauza unei probleme personale.

### Revenire in WWE(2022–prezent)

#### Rivalitate cu Seth Rollins(2022–2023)
Pe 18 martie 2022, a fost raportat de mai multe surse că Rhodes a semnat din nou cu WWE. În prima noapte a WrestleMania 38, pe 2 aprilie, Rhodes a fost dezvăluit ca fiind adversarul surpriză al lui Seth „Freakin” Rollins, revenind la WWE după șase ani și învingându-l pe Rollins. În următorul episod din Raw, Rhodes 

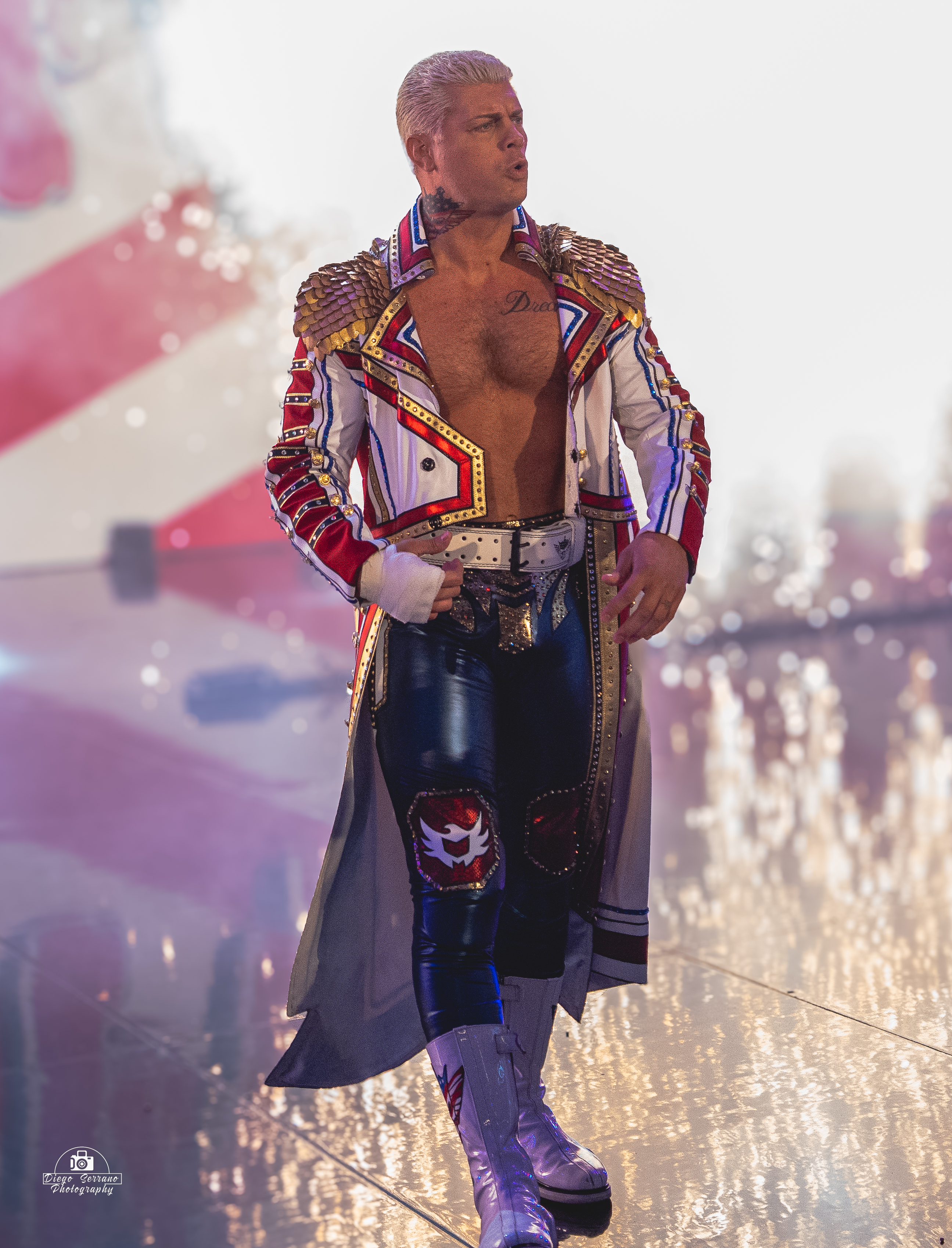
Cody Rhodes, Mai 2022

a declarat că s-a întors la WWE pentru a câștiga ul pe care tatăl său, Dusty Rhodes, nu a apucat să-l dețină niciodată, Centura WWE. Ulterior, Rhodes l-a învins pe Rollins încă o dată într-o revanșă la WrestleMania Backlash. Înainte de meciul Hell in a Cell de la evenimentul omonim, Rhodes a suferit o ruptură legitimă a mușchilor pectoral, care a avut loc la jumătatea unei cearte în episodul anterior din Raw. Leziunea a fost exacerbată atunci când mușchiul a smuls complet osul în timp ce Rhodes se antrena cu greutăți în zilele premergătoare evenimentului. A intrat în Hell in a Cell cu o pată masivă de piele decolorată, dar, în ciuda rănii grave, a reușit să-l învingă pe Rollins pentru a treia oară într-un meci aclamat de critici. Dave Meltzer a evaluat meciul cu cinci stele, primul meci din roster principal WWE din 2011 care a primit un astfel de rating. Patru zile mai târziu, a fost anunțat că Rhodes a suferit o intervenție chirurgicală cu succes pentru a repara un tendon pectoral drept rupt, făcându-l incapabil să concureze timp de nouă luni.

#### Revenire din accidentare(2023–2024)
În episodul din Raw din 16 ianuarie 2023, Rhodes a anunțat într-un videoclip preînregistrat că se va întoarce în competiție în meciul masculin Royal Rumble de la Royal Rumble din 28 ianuarie, pe care l-a câștigat după ce l-a eliminat în cele din urmă pe Gunther. În următorul episod din Raw, Rhodes l-a provocat pe Roman Reigns pentru Undisputed WWE Universal Championship la WrestleMania 39. În evenimentul principal din a doua noapte de WrestleMania, Rhodes a fost învins de Reigns după interferența lui Solo Sikoa. Decizia de rezervare a fost primită cu reacții dezbinate din partea fanilor, jurnaliștilor și a altor luptători.
În episodul din 3 aprilie din Raw, Rhodes l-a confruntat și l-a provocat pe Reigns la o revanșă doar pentru ca Reigns să refuze. Rhodes i-a provocat apoi pe Reigns și Sikoa la un meci pe echipe mai târziu în acea noapte, iar Reigns a acceptat cu condiția ca partenerul lui Rhodes să fie cineva care a concurat la WrestleMania 39, dar acea persoană nu l-a putut contesta pe Reigns pentru titlurile sale atâta timp cât Reigns era campion. Rhodes l-a ales pe Brock Lesnar, cu toate acestea, meciul nu a avut loc niciodată, deoarece Rhodes a fost atacat cu cruzime de Lesnar înainte ca meciul să poată începe.
Rhodes a continuat să-l învingă pe Lesnar la Backlash. În episodul din 8 mai din Raw, Rhodes i-a provocat pe Finn Bálor și The Miz pentru turneul World Heavyweight Championship, el nu a reușit să câștige din cauza interventiei lui Lesnar. Rhodes a suferit o accidentare la braț (kayfabe), care l-a ajutat pe Lesnar să-l învingă la Night of Champions. La Money in the Bank, Rhodes a continuat să-l învingă pe Dominik Mysterio, în ciuda interferenței lui Rhea Ripley. În noaptea următoare la Raw, înainte de a putea provoca campionul mondial la categoria grea Seth Rollins, Rhodes a fost atacat de un Brock Lesnar care se întoarce; care a stabilit un meci  între cei doi la SummerSlam, pe care Rhodes a continuat să-l câștige, Lesnar dand mana cu Cody in semn de respect.
Cody a apărut apoi ca invitat la The Grayson Waller Effect la Payback, anunțând că Jey Uso, membru anterior al SmackDown, care de curând „a părăsit” WWE, va fi reinstalat ca membru al Raw-ului. Cu toate acestea, colegii  Drew McIntyre, Kevin Owens și Sami Zayn nu au avut încredere în Uso după implicarea sa cu The Bloodline în poveștile lor respective, în ciuda argumentelor lui Cody. Cody și Jey s-au certat apoi cu The Judgment Day (Finn Bálor, Damian Priest, „Dirty” Dominik Mysterio și Rhea Ripley) din cauza încercărilor lor de a-l recruta pe Jey în factiunea lor. La Fastlane, pe 7 octombrie, Cody și Jey au câștigat centura Undisputed WWE Tag Team de la Bálor și Priest, obținând prima  centura a lui Cody de la întoarcerea sa la WWE și prima sa victorie  din 2014. A fost Raw Tag Team Championship (care a fost cunoscut sub numele de WWE Tag Team Championship în timpul primelor sale trei domnii) și prima sa domnie cu SmackDown Tag Team Championship. Cody și Jey și-au păstrat titlurile împotriva lui Kevin Owens și Sami Zayn în următorul episod din Raw și Austin Theory și Grayson Waller din următorul episod din SmackDown. El și Jey, totuși, aveau să piardă titlurile înapoi în fața lui Bálor și Priest într-o revanșă în episodul din 16 octombrie din Raw, după intervenția fratelui lui Jey, Jimmy, punând capăt domniei lor la 9 zile. În episodul din 13 noiembrie din Raw, Rhodes și Jey nu au reușit să recâștige titlurile de la Bálor și Priest după interventia lui Drew McIntyre. La Survivor Series: WarGames pe 25 noiembrie, Rhodes, Seth „Freakin” Rollins, Jey Uso, Sami Zayn și Randy Orton i-au învins pe The Judgment Day (Damian Priest, Finn Bálor, „Dirty” Dominik Mysterio și JD McDonagh) și Drew McIntyre într-un meci WarGames.
În episodul din 27 noiembrie din Raw, Rhodes a anunțat că va concura în meciul Royal Rumble de la evenimentul cu același nume pe 27 ianuarie,pe care l-a câștigat după ce l-a eliminat în cele din urmă pe CM Punk. Aceasta a fost prima dată când cineva a câștigat două meciuri Rumble consecutive de la Stone Cold Steve Austin în 1997 și 1998. După ce Rhodes a câștigat, el s-a îndreptat spre Campionul Universal WWE Undisputed Roman Reigns.
În episodul din 2 februarie din SmackDown, Rhodes a spus că nu se va lupta cu Roman Reigns la WrestleMania XL. The Rock a apărut apoi și l-a confruntat pe Reigns, Rhodes strângând mâna lui The Rock și lăsând ringul lui Reigns și The Rock. Această evoluție a atras reacții negative din partea fanilor de pe rețelele sociale pentru că a perturbat povestea pe termen lung a lui Rhodes cu Reigns. În timpul evenimentului media WrestleMania XL Kickoff din 8 februarie, Rhodes a anunțat că a ales să se lupte cu Roman la Wrestlemania XL. După un scurt conflict, The Rock devine heel și l-a pălmuit pe Cody,alăturându-se Bloodline-ului.

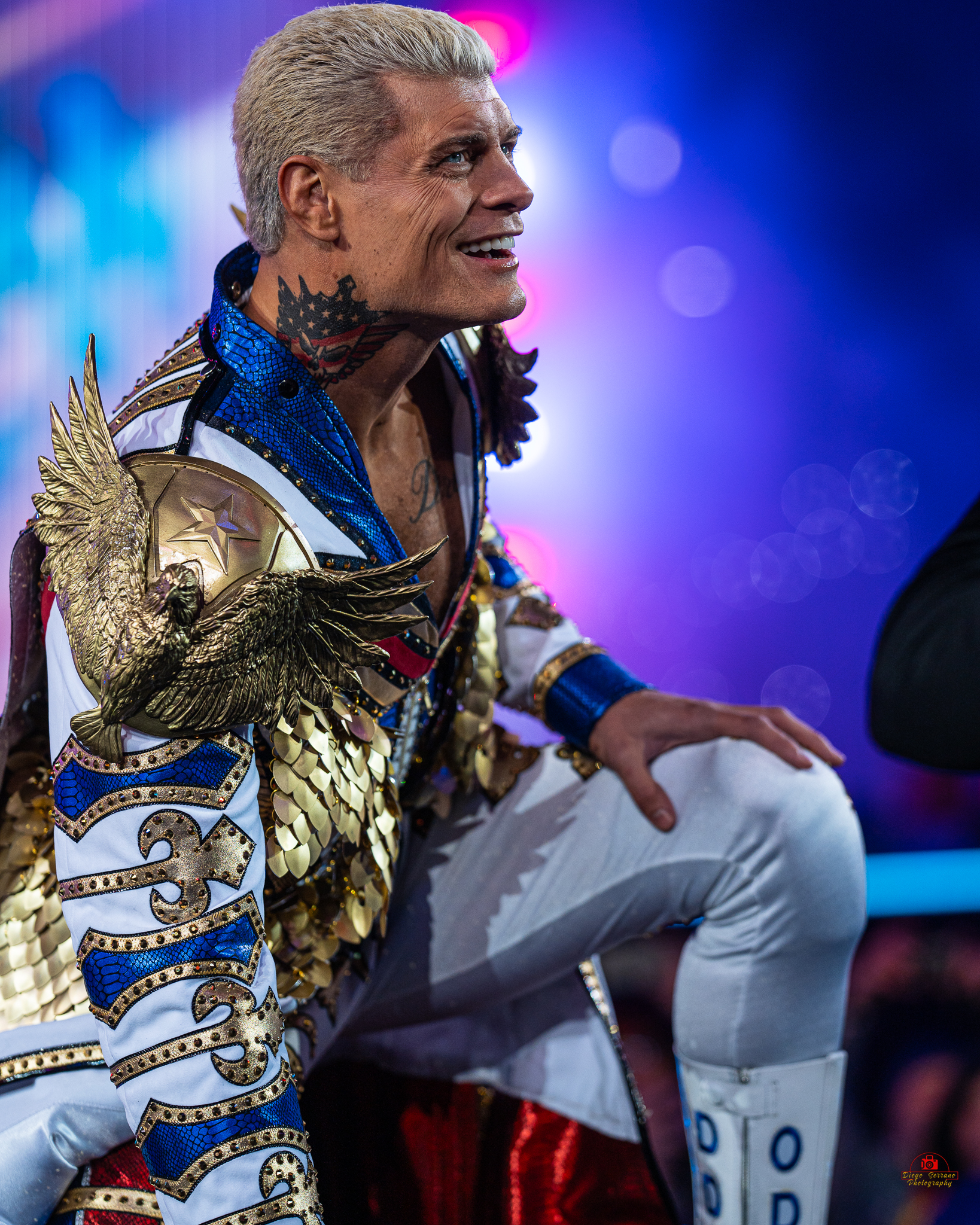
Cody Rhodes făcându-și intrarea la Wrestlemania XL

În timpul primei nopți a show-ului WrestleMania XL pe 6 aprilie, Rhodes și Rollins au pierdut în fața The Rock și Reigns, ceea ce înseamnă că în noaptea a doua a evenimentului, meciul lui Rhodes împotriva lui Reigns va fi un meci Bloodline Rules. În noaptea a doua, Cody a suferit intervenții din partea membrilor Bloodline, Jimmy Uso, Solo Sikoa și The Rock, care au fost contracarați fiecare de aliații lui Rhodes, Jey Uso, John Cena, Rollins și The Undertaker. Rhodes l-a învins în cele din urmă pe Reigns pentru Undisputed WWE Universal Championship (WWE Championship și WWE Universal Championship) pentru a-și termina povestea și a câștiga primul său titlu mondial în WWE. În episodul din 8 aprilie din Raw, exact când Rhodes își adresa câștigul, a fost întrerupt de The Rock. După un scurt schimb al ambelor titluri, The Rock a anunțat că își va lua timp liber. Cu toate acestea, i-a dat un avertisment lui Cody Rhodes că, odată ce se va întoarce, se va întoarce după el.

#### Undisputed WWE Champion (2024–2025)
El își apără titlul împotriva lui AJ Styles de două ori, la Backlash France și Clash at the Castle într-un meci „I Quit”. Rhodes a apărat titlul și împotriva lui Logan Paul la King and Queen of the Ring.
Într-un episod din SmackDown care a fost difuzat pe 31 mai, AJ Styles a intrat în ring și a început să-și anunțe retragerea. Rhodes a fost invitat pe scenă să-l însoțească; cei doi și-au strâns mâinile și s-au adresat mulțimii, înainte ca Styles să-l arunce brusc pe Rhodes la pământ printr-un clothesline. Această ,,retragere,, a fost asemănată de comentatori cu cea a lui Mark Henry.

Cody Rhodes ținând WWE Championship

La Money in the Bank, The Bloodline (Solo Sikoa, Tama Tonga și Jacob Fatu) i-a învins pe Rhodes, Orton și Owens într-un meci de șase oameni. Rhodes și-a apărat titlul împotriva lui Sikoa la SummerSlam într-un meci Bloodline Rules, după intervenția lui Reigns care se întoarce. Rhodes apără titlul împotriva lui Owens la Bash in Berlin. Rhodes și-a apărat din nou titlul împotriva lui Sikoa în timpul episodului din 13 septembrie din SmackDown într-un meci steel cage. După meciul în cușcă, cu Reigns venind în apărarea lui Rhodes din Bloodline, Rhodes și Reigns au convenit de comun acord să facă echipă împotriva Sikoa și Jacob Fatu la Bad Blood pe 5 octombrie. După meci, The Rock s-a întors și i-a privit pe Reigns, Rhodes și pe Jimmy Uso care se întoarce înainte de a număra până la trei și a mișcat cu degetele pe gât. După ce evenimentul a s-a terminat, Rhodes a fost atacat de Owens în parcare. La Crown Jewel, pe 2 noiembrie, Rhodes l-a învins pe campionul Gunther pentru a câștiga centura inaugurală WWE Crown Jewel. La evenimentul principal de sâmbătă seara din 14 decembrie, Rhodes (care a ieșit cu versiunea „Winged Eagle” a centurii WWE) și-a apărat cu succes titlul împotriva lui Owens. După ce evenimentul se sfârșise, Rhodes a fost atacat brutal de Owens cu un Piledriver și a fost scos din arenă. În episodul din 27 decembrie din SmackDown, a fost anunțat că Rhodes își va apăra titlul împotriva lui Owens într-un meci ladder la Royal Rumble, cu atât centura „Undisputed” cât și „Winged Eagle”. La evenimentul din 1 februarie, Rhodes l-a învins încă o dată pe Owens pentru a-și păstra titlul. La Smackdown pe 21 februarie, Cody este chemat în ring,de către The Rock, care revine. The Rock spune că îl poate îndruma pe Cody, mai ales acum când sunt prieteni. The Rock îi cere lui Cody să fie un campion pe placul lui The Rock, să-i dea sufletul. The Rock îi oferă timp lui Rhodes până la Elimination Chamber pentru a lua o decizie. La Elimination Chamber: Toronto pe 1 martie, Rhodes a respins oferta, ceea ce l-a determinat apoi pe John Cena, care tocmai câștigase meciul Elimination Chamber, să-l atace brutal pe Rhodes. La Wrestlemania 41, Noaptea 2, Cody pierde centura în fața lui John Cena, ținând centura timp de 378 de zile.